# Herón de Bizancio

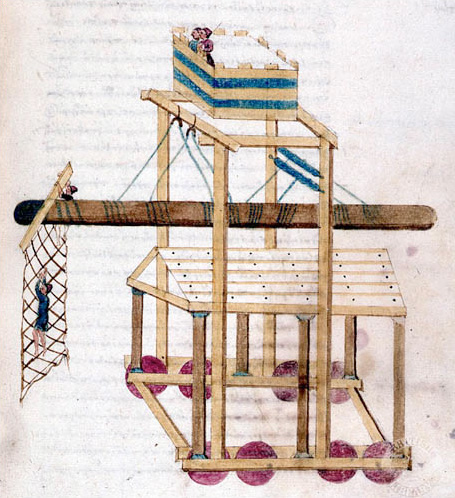
Una copia italiana de uno de los diagramas de Herón.

Héron de Bizancio (en griego: Ἥρων), también a veces Herón el Joven, es un nombre utilizado para referirse al anónimo bizantino autor de dos tratados, comúnmente conocidos como Parangelmata Poliorcetica y Geodesia, compuestos a mediados del X y encontrados en un manuscrito del siglo XI en la Biblioteca Vaticana (Vaticanus graecus 1605).
El primero es un poliorketikon, un manual ilustrado de asedio; el segundo es una obra de geometría práctica y balística, que utiliza lugares de los alrededores de Constantinopla para ilustrar sus puntos. El manuscrito consta de 58 folios y 38 ilustraciones en color. 
Tras la derrota sufrida en el siglo VII a manos de los árabes en el este y de las potencias germánicas y eslavas en el oeste, el Imperio bizantino se encontró despojado de gran parte de su territorio y necesitado de restablecer su excelencia militar. «Investigaciones recientes han sugerido que el imperio sobrevivió primero, y se expandió después, conservando y adaptando teorías y prácticas militares de la antigüedad tardía». Los tratados de Herón formaban parte de este proceso de recuperación y adaptación.

## Nombre
En los tratados no se menciona el nombre del autor, y las numerosas referencias bizantinas a lo largo de la obra indican que el autor no puede ser Herón de Alejandría (m. c. 70 d. C.). Quizá el nombre de «Herón» se le aplicó por el uso que hizo de la obra de Herón de Alejandría, que al igual que la suya trata principalmente de tecnología.

## Parangelmata Poliorcetica
La Parangelmata Poliorcetica fue una adaptación de un manual de poliorcética anterior (circa|100 d. C) de Apolodoro de Damasco, pero en lugar de los diagramas estáticos y bidimensionales de esa obra, el autor bizantino utilizó una perspectiva tridimensional y figuras humanas a escala para aclarar los pasajes. Dado que la artillería aún no se había convertido en un factor de asedio, las máquinas propiamente dichas suelen ser las útiles para hacer avanzar una fuerza hasta las fortificaciones y minarlas una vez situadas. Herón incluye las tortugas (en griego antiguo: χηλῶναι—cobertizos móviles utilizados para proteger a las tropas de los ataques mientras se acercan a las fortificaciones)— un nuevo estilo de los eslavos de tortuga llamada laisa (en griego antiguo: λαῖσα), creada a partir de ramas y lianas entrelazadas; empalizadas; arietes; escalas; redes; torres; puentes; y herramientas como barrenos y mandriladoras.  Además de la obra de Apolodoro, el autor se basa también en la de Ateneo el Mecánico, Filón de Bizancio y Bitón.

## Geodesia
Geodesia o geodesia proviene de la palabra griega γεωδαισία (de γή, «tierra», y δαΐζω, «dividir»), que significa literalmente «división de la tierra». Cuando Herón de Bizancio escribió su Geodesia, se basó en un manual anterior de Herón de Alejandría, concretamente en los conocimientos del alejandrino sobre geometría aplicada y el uso del instrumento topográfico llamado dioptra. Los manuscritos de Herón de Alejandría sugieren que la dioptra podía utilizarse como nivel y para medir elevaciones, distancias y ángulos.  Herón habló de su uso en la guerra de asedio, demostrando que podía estimar las distancias y los tamaños necesarios de las máquinas de asedio.